# سان كويريكو دي بيسورا
بلدية سانت كيرزي دي بيزورا (بالكاتالانية: Sant Quirze de Besora) هي إحدى بلديات مقاطعة برشلونة، والتي تقع في منطقة كاتالونيا، شرق إسبانيا.
يبلغ عدد سكانها 2.146 نسمة وفقاً لإحصائية سنة (2007).

## أعلام
- إرميسيند من قرقشونة